# All I Want (A Day to Remember)
All I Want è il primo singolo estratto dal quarto album What Separates Me from You degli A Day to Remember, pubblicato il 12 ottobre 2010.

## Descrizione
Sul sito ufficiale della band, Jeremy McKinnon disse:

## Video musicale
Nel video ufficiale per il singolo, pubblicato il 6 gennaio 2011 e diretto da Drew Russ, appaiono molti gruppi musicali e musicisti, tutti buoni amici degli A Day to Remember. In ordine di apparizione: Crime in Stereo, Tom Denney (ex-chitarrista degli A Day to Remember), Pete Wentz dei Fall Out Boy, Veara, Bring Me the Horizon, Silverstein, Parkway Drive, The Devil Wears Prada, Andrew W.K., Millencolin, As I Lay Dying, The Red Chord, August Burns Red, Comeback Kid, Seventh Star, Maylene and the Sons of Disaster, Architects, MxPx, Your Demise, Matt Heafy dei Trivium, Pierce the Veil, The Acacia Strain, This Is Hell e Set Your Goals. Il video ha inoltre ricevuto una nomination nella categoria Best Video ai Kerrang! Awards del 2011.

## Tracce
Testi di Jeremy McKinnon, musiche di Jeremy McKinnon e Kevin Skaff. 
Download digitale, vinile 7"
1. All I Want – 3:21

Download digitale (versione acustica)
1. All I Want (Acoustic Version) – 3:19

CD promozionale
1. All I Want (Album Version) – 3:23
2. All I Want (Screamless) – 3:21

## Formazione
- Jeremy McKinnon – voce
- Kevin Skaff – chitarra solista, voce secondaria
- Neil Westfall – chitarra ritmica
- Joshua Woodard – basso
- Alex Shelnutt – batteria, percussioni

## Classifiche
| Classifica (2011)             | Posizione massima |
| ----------------------------- | ----------------- |
| Stati Uniti (alternative)     | 12                |
| Stati Uniti (rock)            | 25                |
| Stati Uniti (mainstream rock) | 21                |
| Stati Uniti (rock digital)    | 23                |

### Classifiche di fine anno
| Classifica (2011)         | Posizione |
| ------------------------- | --------- |
| Stati Uniti (alternative) | 41        |